# Montcy-Notre-Dame
 Montcy-Notre-Dame  là một xã ở tỉnh Ardennes, thuộc vùng Grand Est ở phía bắc nước Pháp.